# Walther von Jagow
Walther von Jagow (* 19. August 1867 in Perleberg; † 27. März 1928 in Potsdam) war ein deutscher General der Kavallerie.

## Leben
Walther von Jagow entstammte dem altmärkischen Adelsgeschlecht derer von Jagow und war jüngster Sohn von Julius von Jagow.
Er trat am 18. März 1887 als Fahnenjunker in das Husaren-Regiment „von Zieten“ (Brandenburgisches) Nr. 3 ein. Dort wurde er am 19. September 1888 zum Sekondeleutnant sowie am 27. Januar 1897 zum Oberleutnant befördert. Als solchen setzte man Jagow ab 12. Juni 1901 als Escadronchef ein und beförderte ihn zeitgleich zum Rittmeister. Vom 25. Juli 1904 bis 17. Oktober 1909 fungierte er als Lehrer am Militär-Reit-Institut in Hannover und anschließend als Adjutant der III. Armee-Inspektion. Hier erfolgte am 21. April 1911 die Beförderung zum Major. Jagow kam dann am 18. April 1913 zum Stab des Dragoner-Regiments „Freiherr von Manteuffel“ (Rheinisches) Nr. 5 und wurde mit Ausbruch des Ersten Weltkriegs zum Kommandeur des Reserve-Dragoner-Regiments Nr. 7 ernannt.
Mit diesem kam er an der Westfront erstmals in den Schlachten bei Neufchâteau und Longwy zum Einsatz. Jagow wurde am 15. Januar 1915 zum Kommandeur seines Stammregiments ernannt, befand sich weiterhin an der Westfront im Einsatz und kam dann mit seiner Einheit im September 1915 an die Ostfront. Dort beteiligte er sich am Feldzug gegen Serbien und wurde nach Beendigung der Kämpfe wieder an die Westfront verlegt. Als Oberstleutnant (seit 6. Juni 1916) übernahm er am 15. Januar 1918 das Reserve-Infanterie-Regiment Nr. 16 und darauf am 7. September das Kavallerie-Schützen-Kommando 30. In dieser Funktion beförderte man Jagow am 20. September 1918 zum Oberst.
Nach Kriegsende wurde Jagow am 18. Dezember 1918 wieder Kommandeur des Husaren-Regiments Nr. 3, übernahm am 1. Mai 1919 das Kavallerie-Regiment 11 und dann am 1. Mai 1920 das 16. Reiter-Regiment in Kassel. Am 1. Juni 1922 versetzte man ihn in den Stab des Infanterie-Führers II nach Stettin. Nach seiner Beförderung zum Generalmajor am 1. Januar 1923 erfolgte einen Monat später die Ernennung zum Infanterie-Führer II. Diese Verwendung behielt er aber nur kurzfristig bei, wurde drei Monate später abgelöst und zum Kommandeur der 1. Kavallerie-Division in Frankfurt (Oder) ernannt. Als solchen beförderte man ihn am 1. April 1925 zum Generalleutnant. Jagow wurde am 30. April 1927 unter gleichzeitiger Beförderung zum General der Kavallerie von seinem Posten entbunden, aus dem aktiven Dienst verabschiedet und in den Ruhestand versetzt.
Jagow war Rechtsritter des Johanniterordens.

## Auszeichnungen
- Roter Adlerorden IV. Klasse[2]
- Kronenorden IV. Klasse[2]
- Preußisches Dienstauszeichnungskreuz[2]
- Ritterkreuz I. Klasse des Albrechts-Ordens[2]
- Ehrenkreuz des Lippischen Hausordens III. Klasse[2]
- Ritterkreuz I. Klasse des Friedrichs-Ordens[2]
- Ritterkreuz des Königlichen Hausordens von Hohenzollern mit Schwertern[1]
- Eisernes Kreuz (1914) II. und I. Klasse[1]
- Bayerischer Militärverdienstorden III. Klasse mit Schwertern[1]
- Braunschweiger Kriegsverdienstkreuz I. Klasse[1]
- Österreichisches Militärverdienstkreuz III. Klasse mit der Kriegsdekoration[1]
- Eiserner Halbmond[1]